# Ljustjärnen (Degerfors socken, Västerbotten, 716026-168459)
Ljustjärnen är en sjö i Vindelns kommun i Västerbotten och ingår i Umeälvens huvudavrinningsområde.